# Завод дронов в Елабуге
Завод дронов в Елабуге (Татарстан) — российский военный завод, построенный в 2023 году в особой экономической зоне «Алабуга» для широкомасштабного производства российской версии иранского БПЛА «Shahed 136» под названием «Герань-2» для использования в российском вторжении в Украину.

## История строительства
В феврале 2023 года издание The Wall Street Journal сообщило, что в особой экономической зоне «Алабуга» в Елабуге строится завод по выпуску дронов по иранской технологии — производительностью 6 тысяч штук в год. Издание сообщило, что на заводе будут выпускать усовершенствованную модель дрона «Shahed 136» с новым двигателем.
В ответ на заявления Wall Street Journal пресс-секретарь Владимира Путина Дмитрий Песков заявил, что «у России есть целый ряд собственных программ по созданию БПЛА для самых различных целей», тем самым не став подтверждать военное сотрудничество с Ираном в производстве дронов.
«У нас есть информация, что Россия получает из Ирана материалы, необходимые для строительства завода по производству БПЛА на территории России. Этот завод может быть полностью введен в эксплуатацию в начале следующего года», — заявил официальный представитель Пентагона Джон Кирби, в ответ Пескову.
На спутниковых снимках компании Maxar Technologies, сделанных в апреле 2023 года, видно, что предполагаемое здание завода в Елабуге уже построено, однако данных о том когда было начато непосредственное производство дронов нет.
В июле 2023 года издание «Протокол» и YouTube-канал «РЗВРТ» выпустили расследование, в котором рассказали о сборке в особой экономической зоне «Алабуга» боевых дронов иранского производства. Авторы утверждают, что речь идёт о беспилотниках Shahed 136. В расследовании говорится, что руководство «Алабуги» планирует развить производство дронов, включая адаптацию и производство комплектующих внутри экономической зоны. Мирные проекты в Алабуге стали закрываться. Студентов колледжа «Алабуга Политех» насильно привлекают к сборке боевых беспилотников.
Осенью 2024 года журналисты рассказали о привлечении к сборке дронов в России молодых женщин из Африки.

## Атака завода украинскими дронами
«Большинство дронов, атаковавших российские НПЗ, имеют радиус действия от 700 до 1000 км, но сейчас есть модели, которые могут пролететь более 1000 км», — заявлял министр цифровой трансформации Украины Михаил Федоров 1 апреля 2024 года.
2 апреля 2024 года в 5:45 утра по московскому времени Украиной был нанесён удар по предполагаемому месту расположения завода. Судя по расстоянию от Украины, задействовался дрон E-300 Enterprise. В сеть попали кадры прилёта неизвестного БпЛА по корпусу общежития Политеха «Алабуга». В украинских СМИ появилась информация про попадание по непосредственно цехам завода, однако фото и видео подтверждений этому нет. После удара, представители ОЭЗ «Алабуга», подтвердили удары в своём телеграм-канале.
Статья Wall Street Journal, спутниковые снимки и удар украинскими БпЛА косвенно подтверждают расположение завода по производству военных дронов в данной местности.
Среди пострадавших оказались граждане девяти стран — России, Кыргызстана, Шри-Ланки, Зимбабве, Руанды, Конго, Кении, Нигерии, Южного Судана. Ранее стало известно, что на завод активно завлекались иностранцы из беднейших стран мира, в том числе заманивая их через приложения для знакомств, называя их «мулатками».